# 1760 en santé et médecine
| Années de la santé et de la médecine : 1757 - 1758 - 1759 - 1760 - 1761 - 1762 - 1763    |
| Décennies de la santé et de la médecine : 1730 - 1740 - 1750 - 1760 - 1770 - 1780 - 1790 |

Cet article présente les faits marquants de l'année 1760 en santé et médecine.

## Publications
- Samuel Auguste Tissot (1728-1797) publie L'Onanisme ; ou Dissertation physique, sur les maladies produites par la masturbation, Lausanne, A. Chapuis, 1760, 250 p. (lire en ligne sur Gallica)[1].

## Naissances

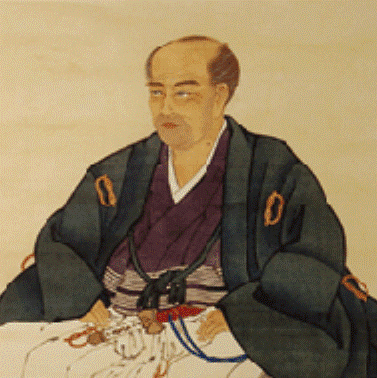
Hanaoka Seishū

- 28 janvier : Jean-Joseph Sue (mort en 1830), médecin et chirurgien français, médecin de Joséphine de Beauharnais, de Joseph Fouché puis de Louis XVIII, père d'Eugène Sue[2].
- 13 avril : Thomas Beddoes (mort en 1808), médecin anglais[3].
- 24 août : Pierre Rubini (mort en 1819), médecin italien, médecin en chef de la cour ducale de Parme en 1816[4].
- 23 octobre : Hanaoka Seishū (mort en 1835), chirurgien japonais[5].
- 15 décembre : David Heinrich Hoppe (mort en 1846), médecin, pharmacien et botaniste allemand[6].

## Décès
- 3 avril : Jacques-Bénigne Winslow (né en 1669), médecin et anatomiste français d’origine danoise, professeur au Jardin du Roi (1743-1758)[7].
- 22 novembre : Charles Alston (né en 1685), médecin et botaniste britannique[8].